# Peperomia confertispica
Peperomia confertispica är en pepparväxtart som beskrevs av William Trelease. Peperomia confertispica ingår i släktet peperomior, och familjen pepparväxter. Utöver nominatformen finns också underarten P. c. erecta.